# Villar del Arzobispo
Villar del Arzobispo község Spanyolországban, Valencia tartományban. Villar del Arzobispo Llíria, Casinos, Chulilla, Losa del Obispo, Domeño, Higueruelas és Andilla községekkel határos. Lakosainak száma 3775 fő (2024).

## Népesség
A település népessége az utóbbi években az alábbiak szerint változott:
| Lakosok száma | 3459 | 3626 | 3828 | 3894 | 3777 | 3665 | 3542 | 3554 | 3581 | 3775 |
|               | 2001 | 2004 | 2007 | 2009 | 2012 | 2014 | 2017 | 2019 | 2022 | 2024 |